# Entre-act zwischen 2. und 3. Akt der Operette "Fürstin Ninetta"
Entre-act zwischen 2. und 3. Akt der Operette "Fürstin Ninetta" är ett orkesterverk av Johann Strauss den yngre. Datum och plats för första framförandet är okänt.

## Historia
Oberoende av sin operett Fürstin Ninetta, och uppenbarligen som ett resultat av plötslig inspiration, komponerade Johann Strauss den 1 april 1892 sin Neue Pizzicato-Polka (op. 449). Följande dag skrev han till sin broder Eduard Strauss: "Jag har skissat på en ny Pizzicato-Polka till dina konserter i Hamburg. Huvudsakligen ett Pizzicato-nummer. Denna gång är den aningen mer intressant och helt i linje med dagens smak. Den ger utrymme för ett effektfullt utförande - som ju är huvudsaken med ett pizzicatonummer- Då det saknas en 'sjungande ton' kan en succé endast frambringas i vad jag skulle vilja beskriva som ett kokett framförande, då varken piano eller forte[piano] erbjuder tillräcklig variation för ett sådant stycke". I december samma år meddelade Johann sin bror brevledes: "Idag avgjordes 'Pizzicato-Polkans' vidare öde. Den kommer att ingå i operetten av Bauer & Wittmann. Det finns en händelse i verket som kräver endast musik. Du kan förstå att jag är glad som inte behöver skriva något nytt till den". Johann Strauss hade beslutat att inkludera verket i partituret till Fürstin Ninetta som ett mellanspel (entr'act) i barnbaletten till akt III. Vad han glömde att meddela sin broder var att han allra redan hade komponerat ett Andantino con moto som mellanspelsmusik, som nu blivit överflödigt på grund av den nya Neue Pizzicato-Polka. Detta orkestrala mellanspel togs sålunda bort ut operetten, men överlevde i manuskriptet som finns bevarat i "Wiener Stadt- und Landesbibliothek och som har rekonstruerats till nutida inspelningar. 
Mellanspelet börjar med en kort inledning, varpå följer material från Tempo di Valse-temat i Ninettas Lied (Nr. 10) sjungen till orden "Mädchen sei schlau, schlimm ist's bestellt, wenn man als Frau geht durch die Welt!". Denna melodi kan också höras som vals 2A i den orkestrala Ninetta-Walzer (op. 445), vilken Strauss sammanställde utifrån teman i operetten.

## Om verket
Speltiden är ca 2 minuter och 13 sekunder plus minus några sekunder beroende på dirigentens musikaliska tolkning.

## Weblänkar
- Entre-act zwischen 2. und 3. Akt der Operette "Fürstin Ninetta" i Naxos-utgåvan.